# Біленщинська сільська рада
| Біленщинська сільська рада — колишній орган місцевого самоврядування у П'ятихатському районі Дніпропетровської області з адміністративним центром у с. Біленщина. Сільській раді були підпорядковані населені пункти: - с. Біленщина - с. Верхньокам'яниста - с. Катеринівка - с. Липове - с. Михайлівка - с. Олександро-Григорівка - с. Плоске - с. Плоско-Таранівка |

## Склад ради
Рада складалася з 12 депутатів та голови.

## Керівний склад сільської ради
| ПІБ                         | Основні відомості                                                 | Дата обрання | Дата звільнення |
| --------------------------- | ----------------------------------------------------------------- | ------------ | --------------- |
| Шуть Віталій Олександрович  | Сільський голова, 1972 року народження, освіта, безпартійний      | 26.03.2006   | 31.10.2010      |
| Шворак Володимир Степанович | Сільський голова, 1968 року народження, освіта вища, безпартійний | 31.10.2010   |                 |

Примітка: таблиця складена за даними джерела